# Norah Jones
Norah Jones, volledige naam Geethali Norah Jones Shankar (New York, 30 maart 1979), is een Amerikaanse jazz-zangeres.

## Levensloop
Jones is een dochter van de Indiase sitarspeler Ravi Shankar en Sue Jones. Ze is een halfzuster van muzikante Anoushka Shankar, geboren uit het tweede huwelijk van haar vader. Jones bracht haar jeugd door bij haar moeder, die naar Dallas (Texas) verhuisde toen ze zeven jaar oud was.
Jones is sterk beïnvloed door de muziek van (onder anderen) Bill Evans en Billie Holiday. Ze beschouwt Willie Nelson als haar grote idool. Op vijfjarige leeftijd begon Jones met zingen in kerkkoren. Twee jaar later startte ze met pianolessen en speelde ze een tijdje saxofoon. Op haar vijftiende verhuisde Jones naar Dallas, waar ze zich inschreef op de Booker T. Washington High School voor drama en visuele kunsten. Op haar zestiende gaf ze haar eerste optreden in een plaatselijke coffeeshop, waarbij ze I’ll be seeing you zong. Ze vond zingen leuk, maar had het idee dat een pianostudie haar een vastere basis zou geven. Terwijl ze nog op school zat, won ze de Down Beat Student Music Awards (SMA) voor Best Jazz Vocalist en Best Original Composition in 1996. In 1997 behaalde ze nogmaals een SMA voor Best Jazz Vocalist.
Nadat Jones afstudeerde, vertrok ze naar de University of North Texas, waar ze zich toelegde op jazzpiano. Ze zong een tijd in een bandje genaamd Laszlo. Ze speelden vooral muziek die ze zelf beschrijft als ‘donkere jazzachtige rock’. In 1999 verhuisde ze naar New York waar ze regelmatig optrad met de funk-fusion groep Wax Poetic. Tussen baantjes als serveerster door ging Jones om met de plaatselijke songwriters. Ze kreeg daardoor inspiratie om haar eigen nummers te gaan schrijven. Uiteindelijk werd er een groep gevormd met songwriter Jess Harris, Lee Alexander als bassist en Dan Rieser als drummer. Jones zong en speelde piano. In oktober 2000 nam de groep een paar demo’s op voor ‘Blue Note Records’. Voor Jones was dit de gelegenheid om vocaal terug te keren naar haar jazzroots en opnieuw liedjes te schrijven. Het resultaat van de demo’s werd uitgebracht als EP onder de titel First sessions. In 2001 tekende Jones een contract bij Blue Note Records.
In mei 2001 begon Jones met het opnemen van haar album Come Away With Me. Ze deed hiervoor voorbereidend werk met producer Craig Street in de ‘Baersville Studio’ in Woodstock. In augustus 2001 gingen Norah en haar muzikanten weer de studio in, deze keer met producer Arif Mardin in de Sorcerer Sound-studio in Manhattan. Het album kwam uit in februari 2002. Jones was de grote winnaar tijdens de uitreiking van de Grammy's in 2003. Ze won in elke categorie waarin ze genomineerd was en ging zo met acht Grammy's naar huis. Haar debuutalbum werd beloond met bekroningen in de categorieën Beste Nieuwkomer, Beste Album, Beste Song (Don't know why), Beste Opname (Don't know why), Beste Gezongen Popalbum, Beste Zangeres, Beste Songwriting en Beste Productie. Tegen het einde van 2006 waren er wereldwijd 19 miljoen exemplaren van Come Away With Me over de toonbank gegaan.
In februari 2004 kwam Jones' tweede studio-album Feels Like Home uit. Binnen één week waren van het schijfje wereldwijd één miljoen exemplaren verkocht. Hoewel Come Away With Me beter verkocht dan Feels Like Home (vier miljoen stuks wereldwijd) zag het publiek Jones' tweede album toch als de succesvolle opvolger waar op gehoopt was. Met het album in haar bagage ging Jones op tournee, samen met haar eigen Handsome Band. Van de tour verschenen opnames op de dvd Live in 2004.
In 2004 nam Jones het duet Here We Go Again op met de Amerikaanse rhythm-and-blueszanger Ray Charles. Dit duet werd opgenomen op Charles' album Genius Loves Company en bij de 47e Grammy Awards won het nummer de Grammy voor zowel Plaat van het Jaar als Beste Popsamenwerking met zang. Het was, na Walk On van U2 in 2001, pas de tweede keer dat een nummer Plaat van het Jaar won zonder in de Billboard Hot 100 gestaan te hebben. Desondanks is de single wel met de gouden status gecertificeerd.
Sinds 2005 werkte Jones aan haar derde album, dat vanaf januari 2007 in de winkels lag onder de titel Not Too Late. Als eerste single hiervan verscheen het nummer Thinking About You.
In november 2009 verscheen het vierde album van Norah Jones, The Fall, waarin ze een andere richting in sloeg en experimenteerde met een nieuw geluid. Het album werd geproduceerd door Jacquire King, die verder onder andere werkte met Kings of Leon, Tom Waits en Modest Mouse. Als onderdeel van de promotietour van dit album deed Jones in juli 2010 onder andere Nederland aan met een optreden op het North Sea Jazz festival in Rotterdam.
Voor haar vijfde album zocht Jones toenadering tot producer Danger Mouse. Het was een nieuwe, verrassende stap in haar muzikale ontwikkeling.
In 2007 maakte Jones haar debuut als filmactrice met een hoofdrol in My Blueberry Nights. In deze film speelt ze een jonge vrouw die dwars door de Verenigde Staten trekt om antwoorden te vinden op vragen over de liefde. Ze ontmoet hierbij diverse personen gespeeld door onder anderen Jude Law, Rachel Weisz en Natalie Portman.
Voor deze film was ze vijf jaar eerder te zien in Two Weeks Notice, maar dan als zichzelf.

## Discografie

### Albums
| Album met eventuele hitnotering(en) in de Nederlandse Album Top 100 | Datum van verschijnen | Datum van binnenkomst | Hoogste positie | Aantal weken | Opmerkingen                                           |
| ------------------------------------------------------------------- | --------------------- | --------------------- | --------------- | ------------ | ----------------------------------------------------- |
| First sessions                                                      | 2001                  | -                     |                 |              |                                                       |
| Come away with me                                                   | 02-2002               | 20-04-2002            | 1(8wk)          | 104          | ook uitgebracht op sacd                               |
| Songbook SAWM                                                       | 2002                  | -                     |                 |              |                                                       |
| Live in New Orleans                                                 | 2003                  | -                     |                 |              | Livealbum                                             |
| Ruler of my heart                                                   | 2003                  | -                     |                 |              | met The Dirty Dozen Brass Band                        |
| New York City                                                       | 2003                  | 20-09-2003            | 32              | 4            | met Peter Malick Group                                |
| Feels like home                                                     | 2004                  | 21-02-2004            | 1(8wk)          | 101          | Best verkochte album van 2004 ook uitgebracht op sacd |
| Not too late                                                        | 2007                  | 03-02-2007            | 1(5wk)          | 26           | ook uitgebracht op sacd                               |
| The fall                                                            | 13-11-2009            | 21-11-2009            | 5               | 20           | ook uitgebracht op sacd                               |
| ...Featuring                                                        | 12-11-2010            | 20-11-2010            | 57              | 7            |                                                       |
| Rome                                                                | 13-05-2011            | 21-05-2011            | 33              | 8            | met Danger Mouse, Daniele Luppi & Jack White          |
| ...Little broken hearts                                             | 27-04-2012            | 05-05-2012            | 3               | 16           | ook uitgebracht op sacd                               |
| Foreverly                                                           | 22-11-2013            | 11-01-2014            | 80              | 1            | met Billie Joe Armstrong                              |
| Day breaks                                                          | 7-10-2016             | 15-10-2016            | 8               | 14           |                                                       |
| Begin Again                                                         | 12-04-2019            |                       |                 |              |                                                       |
| Pick me up off the floor                                            | 2020                  |                       |                 |              |                                                       |
| ...'Till we meet again                                              | 2021                  |                       |                 |              | Livealbum                                             |
| I dream of Christmas                                                | 2021                  |                       |                 |              |                                                       |
| Visions                                                             | 2024                  |                       |                 |              |                                                       |

| Album met hitnotering(en) in de Vlaamse Ultratop 200 albums | Datum van verschijnen | Datum van binnenkomst | Hoogste positie | Aantal weken | Opmerkingen                                  |
| ----------------------------------------------------------- | --------------------- | --------------------- | --------------- | ------------ | -------------------------------------------- |
| Come away with me                                           | 2002                  | 06-07-2002            | 1(3wk)          | 148          |                                              |
| Feels like home                                             | 2004                  | 14-02-2004            | 1(4wk)          | 96           |                                              |
| Not too late                                                | 2007                  | 03-02-2007            | 1(6wk)          | 39           |                                              |
| The fall                                                    | 2009                  | 21-11-2009            | 3               | 43           | Platina                                      |
| ...Featuring                                                | 2010                  | 20-11-2010            | 35              | 14           |                                              |
| Rome                                                        | 2011                  | 21-05-2011            | 38              | 6            | met Danger Mouse, Daniele Luppi & Jack White |
| ...Little broken hearts                                     | 2012                  | 05-05-2012            | 1(1wk)          | 39           | Goud                                         |
| Foreverly                                                   | 2013                  | 30-11-2013            | 50              | 16           | met Billie Joe Armstrong                     |
| Day breaks                                                  | 2016                  | 15-10-2016            | 3               | 24           |                                              |
| Begin again                                                 | 2019                  | 20-04-2019            | 29              | 6            |                                              |
| Pick me up off the floor                                    | 2020                  | 20-06-2020            | 9               | 13           |                                              |

### Singles
| Single met eventuele hitnotering(en) in de Nederlandse Top 40 | Datum van verschijnen | Datum van binnenkomst | Hoogste positie | Aantal weken | Opmerkingen                 |
| ------------------------------------------------------------- | --------------------- | --------------------- | --------------- | ------------ | --------------------------- |
| Don't know why                                                | 2002                  | -                     |                 |              | Nr. 86 in de Single Top 100 |
| Come away with me                                             | 2003                  | -                     |                 |              | Nr. 87 in de Single Top 100 |
| Sunrise                                                       | 2004                  | 21-02-2004            | tip7            | -            | Nr. 58 in de Single Top 100 |
| What am I to you?                                             | 2004                  | -                     |                 |              | Nr. 66 in de Single Top 100 |
| Thinking about you                                            | 2007                  | 13-01-2007            | tip8            | -            | Nr. 11 in de Single Top 100 |

| Single met hitnotering(en) in de Vlaamse Ultratop 50 | Datum van verschijnen | Datum van binnenkomst | Hoogste positie | Aantal weken | Opmerkingen                |
| ---------------------------------------------------- | --------------------- | --------------------- | --------------- | ------------ | -------------------------- |
| Sunrise                                              | 2004                  | 14-02-2004            | tip9            | -            |                            |
| Thinking about you                                   | 2007                  | 30-12-2006            | tip9            | -            | Nr. 7 in de Radio 2 Top 30 |
| Chasing pirates                                      | 2009                  | 28-11-2009            | 21              | 8            | Nr. 3 in de Radio 2 Top 30 |
| Happy pills                                          | 2012                  | 10-03-2012            | tip16           | -            | Nr. 5 in de Radio 2 Top 30 |
| Miriam                                               | 2012                  | 25-08-2012            | tip54           | -            |                            |
| Long time gone                                       | 2013                  | 14-12-2013            | tip62           | -            | met Billie Joe Armstrong   |
| Carry on                                             | 2016                  | 20-08-2016            | tip             | -            |                            |
| Tragedy                                              | 2016                  | 05-11-2016            | tip             | -            |                            |
| Wintertime                                           | 2018                  | 01-12-2018            | tip             | -            |                            |
| Okolona River Bottom Band                            | 2019                  | 26-01-2019            | tip             | -            | met Mercury Rev            |

### NPO Radio 2 Top 2000
| Nummers met noteringen in de NPO Radio 2 Top 2000 | '04 | '05 | '06 | '07 | '08 | '09 | '10  | '11  | '12  | '13  | '14  | '15  | '16  | '17  | '18  | '19  | '20  | '21  | '22  | '23  | '24  |
| ------------------------------------------------- | --- | --- | --- | --- | --- | --- | ---- | ---- | ---- | ---- | ---- | ---- | ---- | ---- | ---- | ---- | ---- | ---- | ---- | ---- | ---- |
| Come Away with Me                                 | -   | -   | -   | -   | -   | -   | -    | -    | -    | -    | -    | -    | -    | -    | -    | -    | 1828 | -    | -    | -    | -    |
| Don't Know Why                                    | 314 | 361 | 685 | 819 | 674 | 806 | 914  | 1112 | 982  | 928  | 1245 | 1298 | 1547 | 1828 | 1388 | 1660 | 1759 | 1746 | 1954 | -    | -    |
| Sunrise                                           | 405 | 447 | 735 | 951 | 776 | 756 | 1273 | 1134 | 1221 | 1053 | 1373 | 1445 | 1461 | 1653 | 1429 | 1667 | 1591 | 1547 | 1630 | 1619 | 1710 |

1. ↑  Een '-' betekent dat het nummer niet was genoteerd en een vetgedrukt getal geeft de hoogste notering van een nummer aan.
2. ↑  2004 was het eerste jaar met een notering voor Norah Jones.

### Dvd's
| Dvd's met hitnoteringen in de DVD Top 30 | Datum van verschijnen' | Datum van binnenkomst | Hoogste positie | Aantal weken | Opmerkingen |
| ---------------------------------------- | ---------------------- | --------------------- | --------------- | ------------ | ----------- |
| Live in New Orleans                      | 2003                   | 08-03-2003            | 5               | 26           |             |
| And the handsome band - Live in 2004     | 2004                   | 27-11-2004            | 8               | 15           |             |
| Live from Austin TX (Austin City limits) | 2008                   | 02-08-2008            | 25              | 6            |             |

## Filmografie
- Ted (2012)
- Wah Do Dem (2010)
- My Blueberry Nights (2007)
- Two Weeks Notice (2002)